# Neusklinker
Neusklinkers zijn klinkers waarbij tijdens het spreken lucht door de neusholte stroomt. Dit gebeurt doordat de spreker het zachte (velum) laat zakken. De luchtstroom blijft tegelijkertijd ook door de mond stromen. Een klinker waarbij alleen alleen lucht door de mond stroomt wordt oraal genoemd. Het proces van het verplaatsen van een orale klinker (normaal) naar een neusklinker is nasalisatie .
Veel talen hebben alleen orale klinkers. Een minderheid van de talen kent ook neusklinkers. Zelfs in de meeste van deze talen komen de nasale klinkers minder vaak voor dan de orale, of hoogstens evenveel. Bij uitzondering is het aantal nasale klinkers groter is dan dat van orale klinkers.
Neusklinkers komen voor in onder meer het Frans, Portugees, Pools, Bretons en Hindi. Het Nederlands heeft een paar nasale klinkers, vooral op woorden die uit het Frans zijn geïmporteerd, zoals branche, mannequin, chanson en croissant. Neusklinkers zijn ook te vinden in de meeste Kanak-talen, evenals in vele talen in Afrika of Noord- en Zuid- Amerika.